# ذهن‌شناسی
ذهن‌شناسی یا نولوجی (به انگلیسی: Noology) بررسی و سازمان‌دهی سامانمند هر آن چه که با دانستن و دانش است. (یا همان عصب‌شناسی شناختی) 
ذهن‌شناسی به بررسی تصاویر پرورده در ذهن، چندوچون پدیداری آن‌ها، آفریده شدنشان و تبارشناسی این ذهنیات می‌پردازد.